# Музей-усадьба Ганшиных
Музей-усадьба Ганшиных — восстановленная и превращённая в музей усадьба купцов Ганшиных в селе Горки Переславские, Переславского района, Ярославской области неподалёку от Переславля-Залесского. Филиал Переславского музея-заповедника.
Семья Ганшиных была с дореволюционных времён связана с В.И. Лениным, а он сам посещал усадьбу. Об этом, а также об истории местности, самой усадьбы и дореволюционной крестьянской жизни и рассказывает экспозиция музея, организованного в ней.

## История усадьбы
В эпоху крепостного права усадьба в деревне Горки и прилежавшие к ней земли принадлежали помещице Варваре Алексеевне Скиадан, чей род имел отдалённые греческие корни. После освобождения крестьян она продала усадьбу дворянам Виговским. Через несколько лет, в 1880 году её приобрёл купец Александр Алексеевич Ганшин, совладелец крупной текстильной фабрики в Юрьеве-Польском и владелец фабрики в Белькове.
В усадьбе стоял большой дом с трёхоконным мезонином, а рядом с ним двухэтажный охотничий домик с балконами, вокруг них в густом парке располагались служебные постройки. На реке Шахе у запруды стояла мельница.
Летом во время каникул в усадьбе толпились студенты. Молодые люди тянулись к народу, помогали просвещать крестьян. Именно здесь у студентов Ганшиных учился известный народный учитель Василий Петрович Городничев. Всю жизнь он подарил деревенским детям, неустанно вёл общественную работу. 6 мая 1939 года он первым среди переславских педагогов был награждён орденом Ленина.

## Печатание ленинской рукописи

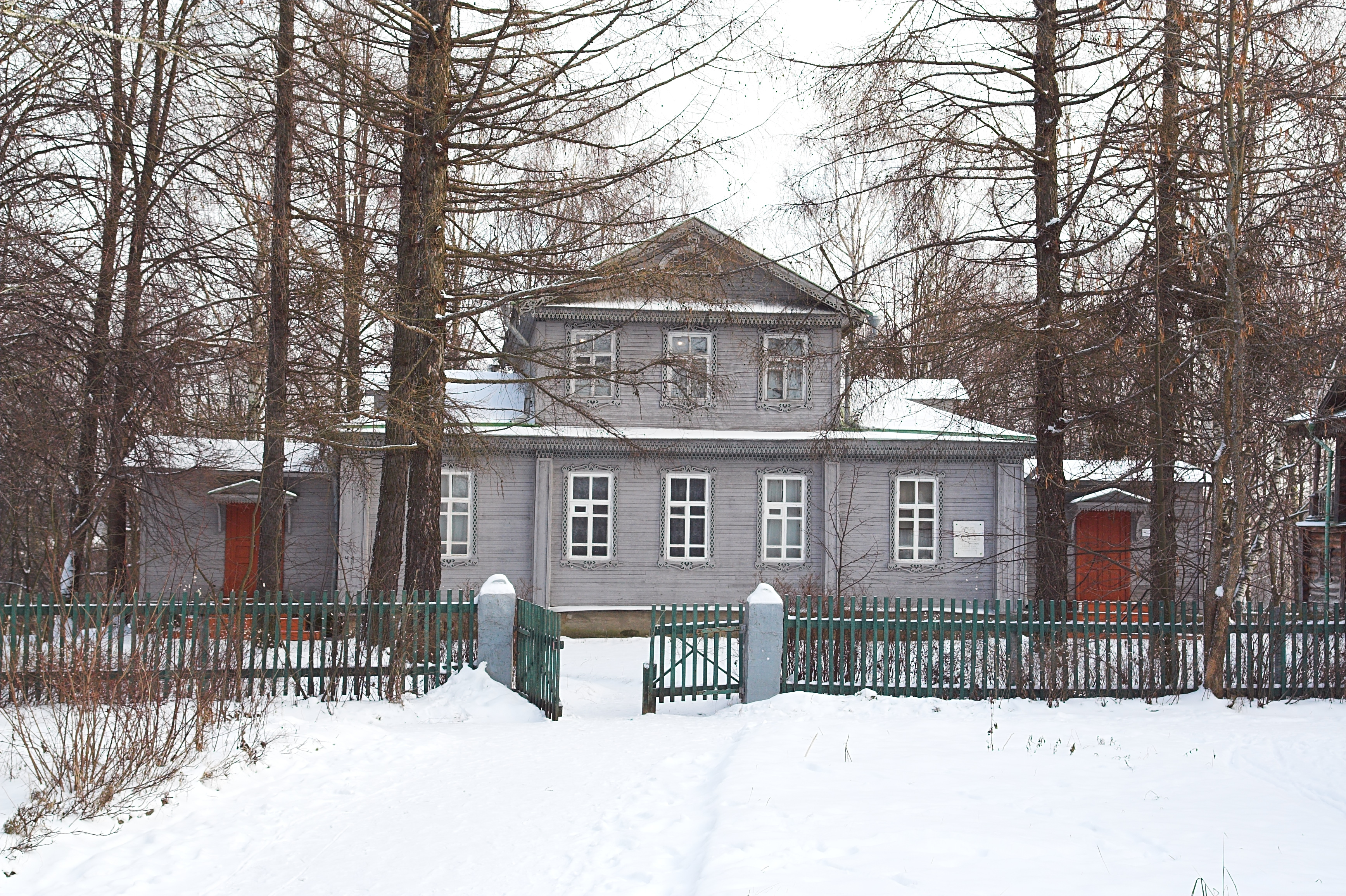
Музей зимой.

В конце мая 1894 года Алексей Александрович Ганшин получил от Владимира Ильича Ленина рукопись первой части его книги «Что такое «друзья народа» и как они воюют против социал-демократов?», а в июне-июле вторую и третью части. К июлю первую часть отпечатали. В августе начали печатание второй, которая была закончена вместе с третьей уже в Москве в сентябре в доме № 16 по нынешнему проспекту Мира.
Пишущие машинки были дороги, кроме того, на их покупку требовалось разрешение полиции. Машинку «Космополит» достал А. А. Ганшин, а всё прочее В. Н. Масленников в магазине Гагена. По другой, более точной версии, для печати использовали мимеограф.
Работа шла медленно. За весь июль кустарными методами отпечатали только 100 экземпляров первой части книги. За второй частью Алексей Александрович ездил в Люблино к Владимиру Ильичу и пригласил его приехать в Горки.
В конце августа Владимир Ильич прибыл в усадьбу. Вот как Иван Александрович рассказывает об этом:

В конце августа, в одну из ночей, мы с братом отправились на станцию Рязанцево, встречать Владимира Ильича. Конспирировали по всем правилам. Поезд из Москвы приходил в три часа ночи и в Рязанцеве встречался с ярославским. Заранее было условлено, что Владимир Ильич сойдёт с поезда не в сторону станции, а направо, к огромным штабелям дров, за которыми я стоял с лошадью, запряжённой в тарантас с плетёнкой и рессорными задними колёсами. Подошёл брат с гостем, мы познакомились, и они уселись сзади, а я стал кучером. Ехали через Будовское, Любимцево и прибыли в Горки ещё до восхода солнца.

Владимир Ильич конспирировал эту поездку даже от родных. Он ехал в Петербург, а «по дороге» завернул к Ганшиным и пробыл в Горках 4—5 дней. Здесь он любил сидеть на лавочке, с которой открывался вид на мельницу и окрестности.

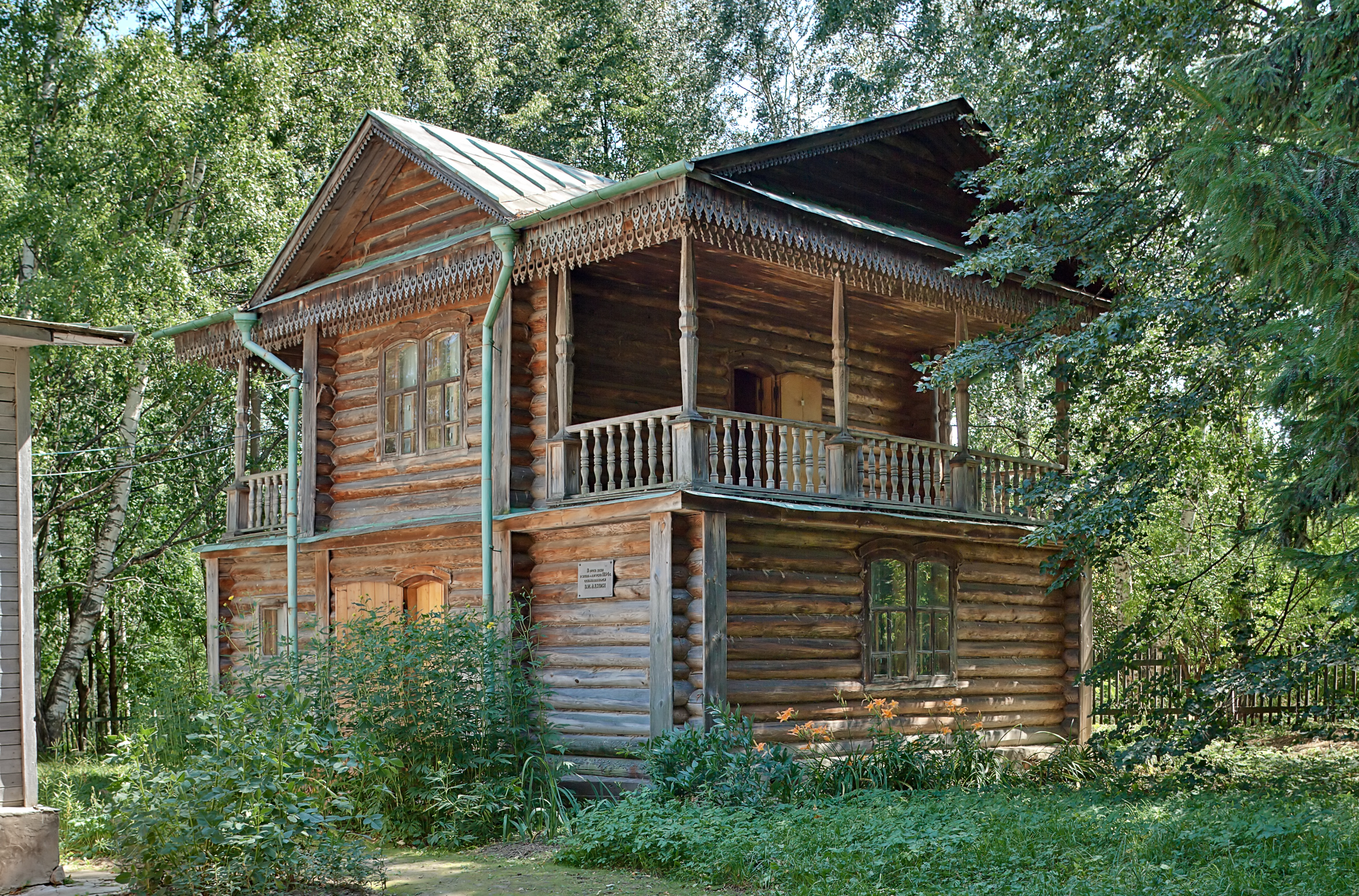
Охотничий домик

Ленина поместили в Охотничьем домике. Ганшины и Ленин прогуливались по окрестностям деревни и усадьбы, купались вместе в Шахе, раз или два охотились 26 августа Владимир Ильич уехал в Москву..
Около Ярославского вокзала в 1967 году установлена скульптура В. И. Ленина работы А. П. Кибальникова, напоминающая об этой поездке Ильича.

## После революции
В 1919—1920 годах при героических усилиях А. А. Ганшина были заготовлены столбы электрической сети. После многих поездок в столицу Ганшин привёз провода, динамо-машину, электролампочки, арматуру. Весной и в начале лета крестьяне устанавливали столбы и вели электропроводку в каждый дом. 18 июля 1920 года в Горках загорелся электрический свет.
В мае 1920 года в селе Смоленское Переславского уезда вспыхнул пожар, сгорело более 30 домов. Чтобы помочь погорельцам, специальная комиссия собирала пустые строения по всему уезду. По постановлению Переславского уездного земского отдела в 1922 году Охотничий домик был отдан красноармейцу Сковородникову для постройки избы.
В 1926 году историк М. И. Смирнов и художник Д. Н. Кардовский посетили усадьбу, чтобы сделать эскизы и фотографии.
В 1927 году усадьба сгорела.

## Создание музея

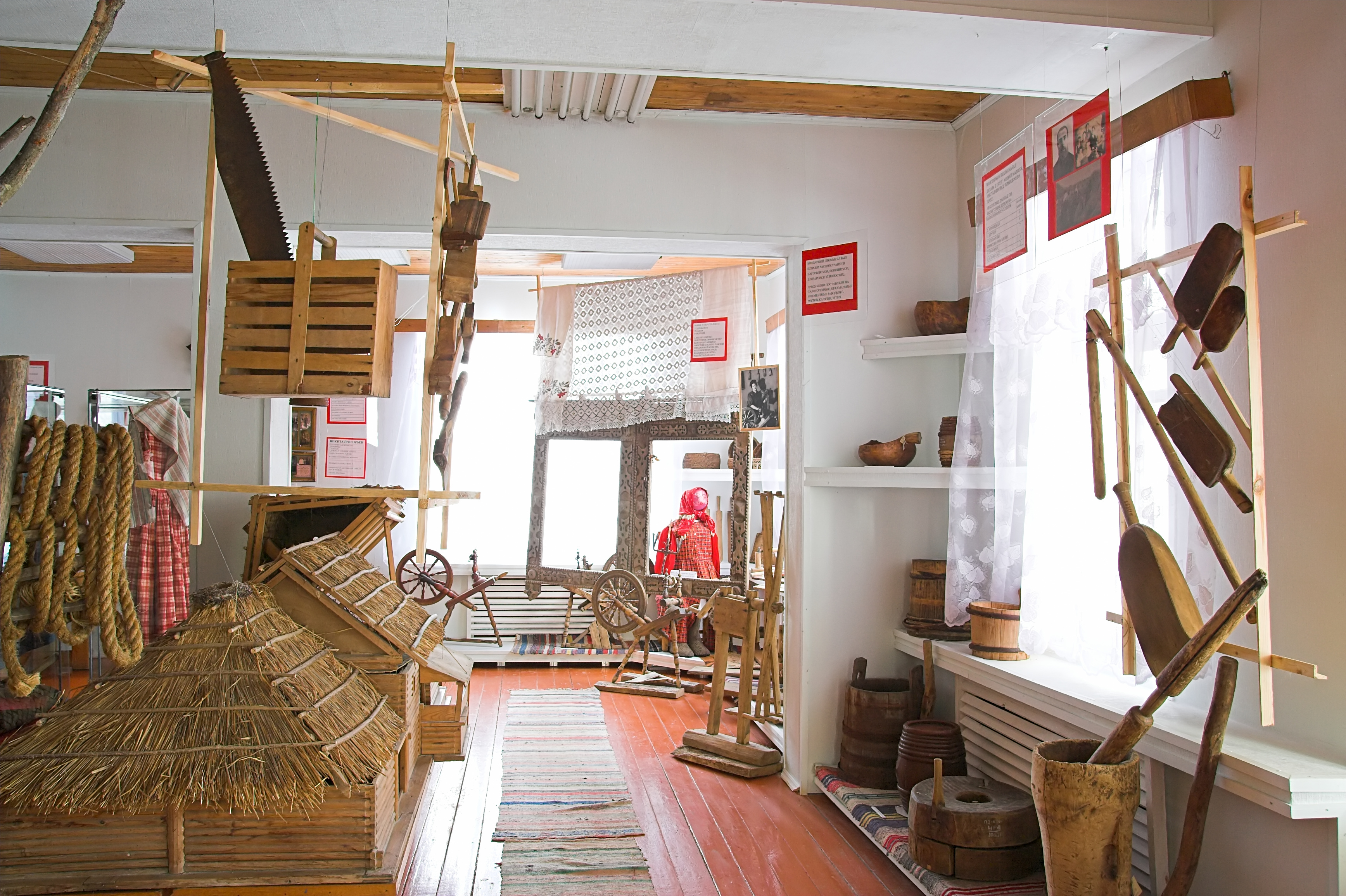
Экспозиционный зал

В апреле 1960 года рабочие механической мастерской фабрики «Красное эхо» установили памятную доску на месте усадьбы.
В 1968 году Ярославский Областной комитет КПСС решил восстановить усадьбу в Горках. Инициатором восстановления усадьбы стал первый секретарь Ярославского обкома КПСС Фёдор Иванович Лощенков.
24 сентября 1969 года в Горках открылся музей, который увековечил пребывание Ленина в этих местах. В музее были собраны сотни экземпляров ленинской книги «Что такое „друзья народа“ и как они воюют против социал-демократов?», начиная с первого типографского издания 1923 года. Залы музея рассказывали о жизни в деревенской усадьбе Ганшиных, о полемике между марксистами и народниками, о практике нелегальных изданий. Посетители могли увидеть и политическую, и этнографическую сторону событий.
Вместе с краеведом С. Д. Васильевым инженеры завода полиграфических машин в Рыбинске построили копию мимеографа, на котором печаталась ленинская работа.
В 1985 году был восстановлен Охотничий домик. Проект реставрации разработали архитектор С. Н. Столярова и инженер А. С. Рыбников. В окрестных селениях была собрана бытовая крестьянская утварь второй половины XIX столетия, приобретены ружья, охотничье снаряжение той же эпохи. Обстановка домика повторяет ту, которая была при Ленине.

## Музей после распада Советского Союза
В 1991—1995 годах музей закрылся для ремонта, ему требовалось новое экспозиционное оборудование. Но Министерство культуры Российской Федерации не собиралось оплачивать необходимые работы. У сотрудников музея не было ничего, кроме энтузиазма. По счастью, обязанности государственного министерства взяли на себя простые работники Переславского лесокомбината, Переславского хлебозавода, совхоза имени В. И. Ленина, ветеранские организации Переславля и района. Собрали денежную помощь Ярославский обком КПРФ, горкомы и райкомы Ярославля, Рыбинска, Ростова. Добровольные пожертвования тысяч людей позволили сохранить музейную усадьбу, обновить выставочные залы и снова открыть их.
Сегодня ленинская тема в экспозиции музея раскрывается на фоне жизни переславских крестьян. Экспонаты показывают быт деревни Горки и окрестных деревень конца XIX века.

## Примечания

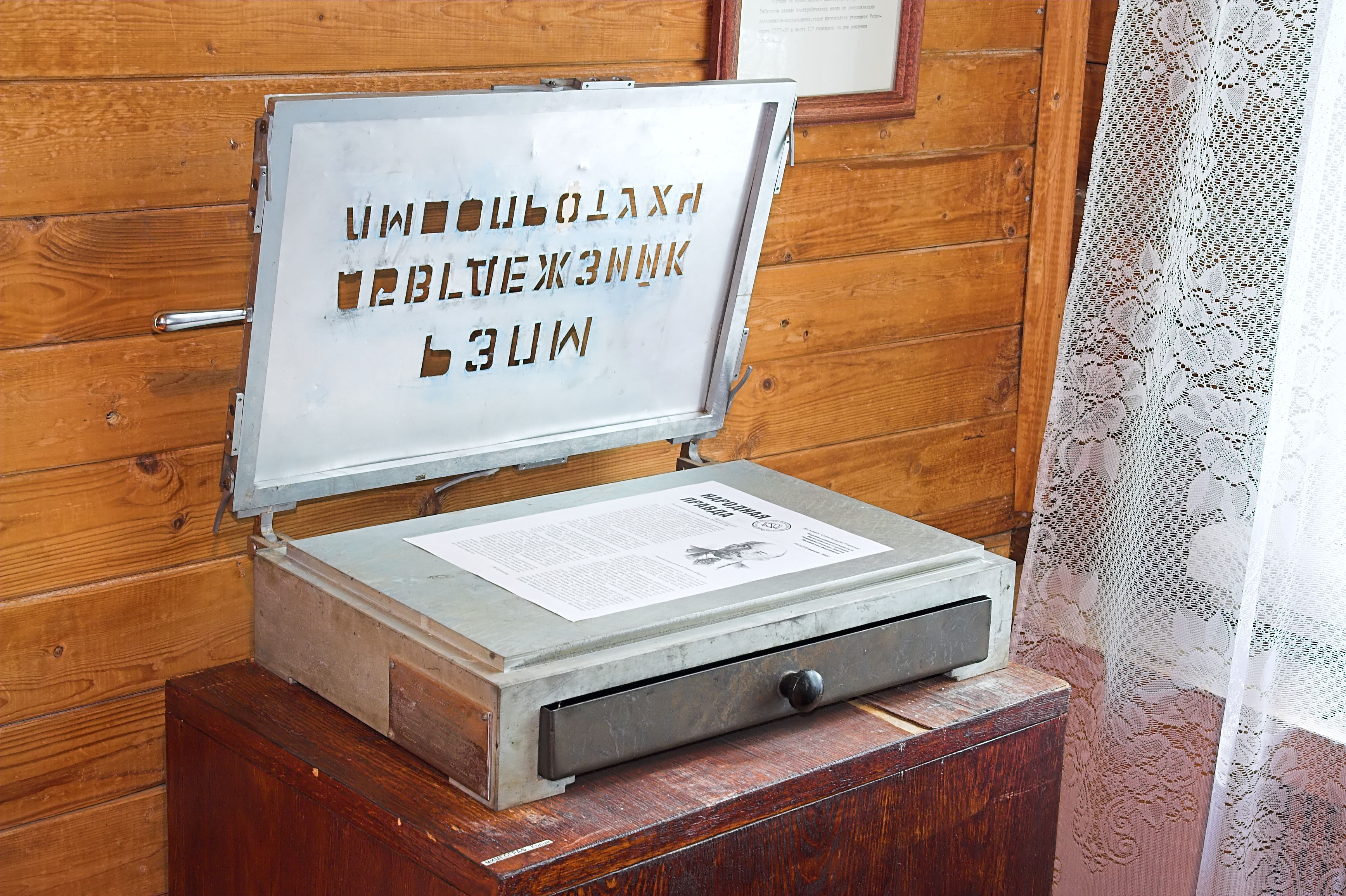
Мимеограф